# Václav Pafkovič
Václav Pafkovič   (Břeclav, 24 d'abril de 1936 - Břeclav, 17 de novembre de 2019), sovint anomenat Václav Pavkovič fou un remer txec que va competir sota bandera de Txecoslovàquia durant les dècades de 1950 i 1960.
El 1960 va prendre part en els Jocs Olímpics d'Estiu de Roma, on guanyà la medalla de bronze en la prova del vuit amb timoner del programa de rem. En el seu palmarès també destaca una medalla de plata al Campionat d'Europa de rem de 1959, així com tres campionats nacionals.
Una vegada retirat va exercir d'entrenador.